# الزهرة فائزة
الزهرة فائزة (1919 - 1999) وُلدت باسم الزهرة بوقرين، هي ممثلة تونسية اشتهرت بدورها في المسلسل التلفزيوني «أمي تراكي».
أصلها من مدينة الكاف، بدأت العمل في المسرح، قبل أن تنتقل للإذاعة والتلفزيون والسينما.

## أعمالها
- 1959: جحا لجاك باراتييه، في دور فريدة
- 1968: المتمرد لعمار الخليفي
- 1970: أم عباس لعلي عبد الوهاب
- 1970: صحراء النار للإيطالي رينزو ميروسي
- 1971: وغدًا ... ؟ لإبراهيم باباي
- 1972: صراخ لعمار الخليفي
- 1972: سنعود لمحمد سليم رياض
- 1972: عطلة المفتش الطاهر لموسى حداد
- 1973: أمي تراكي لعبد الرزاق الحمامي، بدور أمي تراكي
- 1982: الهدية الأخيرة لغوثي بن ددوش

## روابط خارجية
- الزهرة فائزة على موقع IMDb (الإنجليزية)
- الزهرة فائزة على موقع قاعدة بيانات الأفلام العربية
- الزهرة فائزة على موقع قاعدة بيانات الفيلم (الإنجليزية)